# James McMurdock
James McMurdock (né en juin 1986) est un homme politique  britannique de reform UK qui est député de South Basildon et East Thurrock depuis 2024.

## Jeunesse, famille et éducation
McMurdock grandit à Basildon, dans l'Essex, dans une maison HLM à Vange et Pitsea et fréquente une école publique. Il est diplômé de l'Université du Sussex avec un baccalauréat en économie,. Durant ses années à l'université, il est élu trésorier du club de rugby universitaire et cofonde la société de finance de l'université.
Il travaille dans le secteur bancaire entre le début des années 2000 et 2024 pour Barclays Capital, Goldman Sachs et Lehman Brothers, se spécialisant dans l'énergie, les infrastructures et la fabrication.

## Condamnation pour agression
En 2005, McMurdock, âgé de 19 ans, est reconnu coupable d'avoir agressé son ex-petite amie. McMurdock travaille comme barman au moment de l'agression, qui se produit à l'extérieur d'une boîte de nuit à Chelmsford. Il plaide coupable d'un chef d'accusation d'agression devant la Crown Court de Chelmsford et passe dix jours dans un établissement pour jeunes délinquants,.
Dans une déclaration en 2024, McMurdock déclare que c'est le « plus grand regret » de sa vie et qu'il est « profondément désolé ». Il a également déclaré qu'ils étaient tous les deux « très ivres » et qu'il s'était rendu « immédiatement » à la police.

## Carrière politique
McMurdock rejoint Reform UK en mai 2024, après avoir été déçu par les principaux partis politiques, déclarant plus tard au Daily Telegraph qu'il « n'aimait pas les choix qui s'offraient à lui » en tant qu'électeur. Après avoir payé pour adhérer au parti, il reçoit un courriel indiquant que le parti manque de candidats pour les élections générales de 2024, et McMurdock est donc choisi. Durant la campagne, il est comme son propre directeur de campagne et dépense 400 £ pour 20 000 tracts
McMurdock est élu député de South Basildon et East Thurrock lors des élections générales de 2024 avec une majorité de 98 voix (0,25 %), battant Jack Ferguson du Parti travailliste après le troisième recomptage. Son élection comme député est rapportée comme une surprise,,. Sa majorité est la septième plus faible de toute l'élection générale.

## Positions politiques
McMurdock s'identifie comme un conservateur. Il se décrit comme un homme « à petit État » et à « faible fiscalité », et déclare vouloir « que le gouvernement soit retiré de la vie des gens » et que « les décisions et les dépenses soient rendues aux contribuables ».